# Helmut Renöckl
Helmut Renöckl (* 28. Februar 1943 in Ottensheim) ist ein österreichischer römisch-katholischer Theologe und Ethiker.

## Leben
Renöckl studierte von 1961 bis 1969 römisch-katholische Theologie und Philosophie sowie Sozial- und Wirtschaftswissenschaften an der Universität Linz und an der Universität Innsbruck.
Renöckl wurde 1976 an die Philosophisch-Theologische Hochschule/Katholische Privatuniversität Linz berufen und lehrte dort bis 2008 „Philosophische Ethik“, zusätzlich leitende Funktionen in der Erwachsenenbildung. Von 1994 bis 2017 lehrte er „Ethik in Naturwissenschaften und Technik“ an der J. Kepler Universität Linz, ab 2006 als Honorarprofessor. Lehrt „Medizinische Ethik“ auch an der Fachhochschule Gesundheitsberufe OÖ.
1991–2008 lehrte Renöckl zusätzlich „Theologische Ethik, Sozial- und Wirtschaftsethik“ an der Theologischen Fakultät der Südböhmischen Universität České Budějovice/Budweis und leitete den Lehrstuhl und ein Ethik-Institut für alle Fakultäten. Seit 2008 Professor für Wirtschaftsethik an der Ökonomischen Fakultät der Südböhmischen Universität.
Renöckl ist verheiratet und hat 3 Kinder. 2006 wurde er mit dem Silbernen Ehrenzeichen und 2013 mit der Kulturmedaille des Landes Oberösterreich ausgezeichnet.

## Werke (Auswahl)
- Was macht Europa zukunftsfähig? Sozialethische Perspektiven, (mit Herbert Pribyl), Echter Verlag Wien – Würzburg 2004
- Zukunftsregion Südböhmen – Mitteleuropa, Verlag Duschl, (mit Tomas Machula), Trauner Verlag Linz – Duschl Verlag Passau 2004
- Rudern auf stürmischer See (mit Alzbeta Dufferova und Alfred Rammer), Echter Würzburg 2006.
- Sozialethische Perspektiven in Mitteleuropa, 2006, Echter Verlag, (gemeinschaftlich mit Alzbeta Dufferova, Alfred Rammer, Alzbeta Dufferova und Alfred Rammer)
- Umbrüche gestalten. Sozialethische Herausforderungen im neuen Europa (mit Piotr Morciniec) Echter Würzburg 2008.
- Jetzt die Zukunft gestalten (mit Stjepan Baloban) Echter Würzburg 2010.